# Toren, Småland
Toren är en sjö i Västerviks kommun i Småland och ingår i Botorpsströmmens huvudavrinningsområde.